# مارك أنتونيو ديلا توري

مارك انتونيو ديلا توري (1481–1511) هو أستاذ عصر النهضة في علم التشريح وقد ألقى محاضرات في جامعة بافيا وفي جامعة بادوفا . يُعتقد أن ديلا توري وليوناردو دا فينشي ، اللذان درسا تشريح الإنسان عن طريق تشريح الجثث ، كانا ينويان نشر كتاب ، لكن هذا لم يحدث حيث تم قطع حياة ديلا توري بسبب الطاعون في عام 1511. بحلول هذا الوقت ، كان ليوناردو قد صنع أكثر من 750 رسمًا تشريحيًا تفصيليًا مع التعليقات التوضيحية. يدعي كل من جورجيو فاساري وباولو جيوفيو أن ديلا توري قد كتبت نصوصًا تشريحية ، ولكن لا يُعرف أن أيًا منها قد نجا حتى العصر الحديث.